# Ulex australis subsp. australis
Ulex australis subsp. australis é uma subespécie de planta com flor pertencente à família Fabaceae. 
A autoridade científica da subespécie é Clemente, tendo sido publicada em Ensayo Var. Vid Andalucía 291 (1807).

## Portugal
Trata-se de uma subespécie presente no território português, nomeadamente em Portugal Continental.
Em termos de naturalidade é endémica da Península Ibérica.

## Protecção
Não se encontra protegida por legislação portuguesa ou da Comunidade Europeia.